# Anja
Anja je žensko osebno ime.

## Izvor imena
Ime Anja je različica ženskega osebnega imena Ana.

## Pogostost imena
Po podatkih Statističnega urada Republike Slovenije je bilo na dan 31. decembra 2007 v Sloveniji število ženskih oseb z imenom Anja: 8.074. Med vsemi ženskimi imeni pa je ime Anja po pogostosti uporabe uvrščeno na 22. mesto.

## Osebni praznik
V koledarju je ime Anja zapisano skupaj z imenom Ana.

## Znane osebe
- Anja Pärson, švedska alpska smučarka
- Anja Rupel, pevka
- Anja Valant, atletinja
- Anja Bukovec, violinistka
- Anja Rücker, nemška atletinja
- Anja Križnik Tomažin, voditeljica, pevka
- Anja Šrot, manekenka